# Narayanavanam
Narayanavanam è una suddivisione dell'India, classificata come census town, di 10.965 abitanti, situata nel distretto di Chittoor, nello stato federato dell'Andhra Pradesh. In base al numero di abitanti la città rientra nella classe IV (da 10.000 a 19.999 persone).

## Geografia fisica
La città è situata a 13° 25' 0 N e 79° 34' 60 E e ha un'altitudine di 121 m s.l.m..

## Società

### Evoluzione demografica
Al censimento del 2001 la popolazione di Narayanavanam assommava a 10.965 persone, delle quali 5.515 maschi e 5.450 femmine. I bambini di età inferiore o uguale ai sei anni assommavano a 1.437, dei quali 757 maschi e 680 femmine. Infine, coloro che erano in grado di saper almeno leggere e scrivere erano 7.864, dei quali 4.439 maschi e 3.425 femmine.